# Believe In Future 〜真夜中のシンデレラ〜
「Believe In Future 〜真夜中のシンデレラ〜」（ビリーヴ・イン・フューチャー 〜まよなかのシンデレラ〜）は、日本の女性歌手、華原朋美の16枚目のシングル。

## 解説
- 初のフォト＆エッセイ「未来を信じて」での無期限休養宣言後のリリース作品であり、その当時の彼女自身がこの作品のテーマとなっている。2002年に行われたコンサートツアー『Tomomi Kahala Concert Tour 2002 “Natural Breeze”』で初披露し、その後も数回ライブでは歌われているが、テレビでは未だに歌われたことはない。
- 表題曲は、連続ドラマ『シンデレラは眠らない』（読売テレビ制作・日本テレビ系）のエンディングテーマに起用された。
- 「as A person」、「be honest」に続いて、「作詞：華原朋美・作曲：菊池一仁」のコンビで作られた。
- カップリングトラック2の「True Mind[Original Mix]」は、アルバム「One Fine Day」収録からのシングルカット曲ではあるが、シングル用にミックスをやりなおしている。
- トラック3は主題曲の「Heavenly Mix」、トラック4にはカップリングの「Dub's Club Mix」が収録されている。
- トラック5-8は、トラック1-4のInstrumentalを収録。
- シングル作品でありながら総収録時間は46分近くある。

## 収録曲
1. Believe In Future 〜真夜中のシンデレラ〜
作詞: 華原朋美  作曲: 菊池一仁 編曲: 本間昭光
2. True Mind [Original Mix]
作詞: 華原朋美  作曲: 星野靖彦 編曲: 明石昌夫
3. Believe In Future 〜真夜中のシンデレラ〜 [Heavenly Mix]
4. True Mind [Dub's Club Remix]
5. Believe In Future 〜真夜中のシンデレラ〜 [Instrumental]
6. True Mind [Original Mix / Instrumental]
7. Believe In Future 〜真夜中のシンデレラ〜 [Heavenly Mix / Instrumental]
8. True Mind [Dub's Club Remix / Instrumental]

## 収録アルバム
ベストアルバム
- 『Natural Breeze 〜KAHALA BEST 1998-2002〜』

Believe In Future ～真夜中のシンデレラ～
- 『Super Best Singles 〜10th Anniversary〜』

Believe In Future ～真夜中のシンデレラ～
- 「ALL TIME SINGLES BEST」

Believe In Future ～真夜中のシンデレラ～ 

## タイアップ
- よみうりテレビ・NTV系『シンデレラは眠らない』エンディングテーマ